# 马加姆
马加姆（Magam），是印度查谟-克什米尔邦Badgam县的一个城镇。总人口4306（2001年）。

## 人口
该地2001年总人口4306人，其中男性2147人，女性2159人；0—6岁人口807人，其中男389人，女418人；识字率41.52%，其中男性为54.31%，女性为28.81%。